# Antipathes fruticosa
Antipathes fruticosa is een Antipathariasoort uit de familie van de Antipathidae. De wetenschappelijke naam van de soort is voor het eerst geldig gepubliceerd in 1857 door Gray.